# Roemeense Revolutie

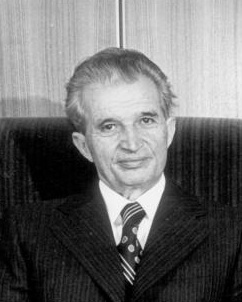
Ceauşescu in 1988

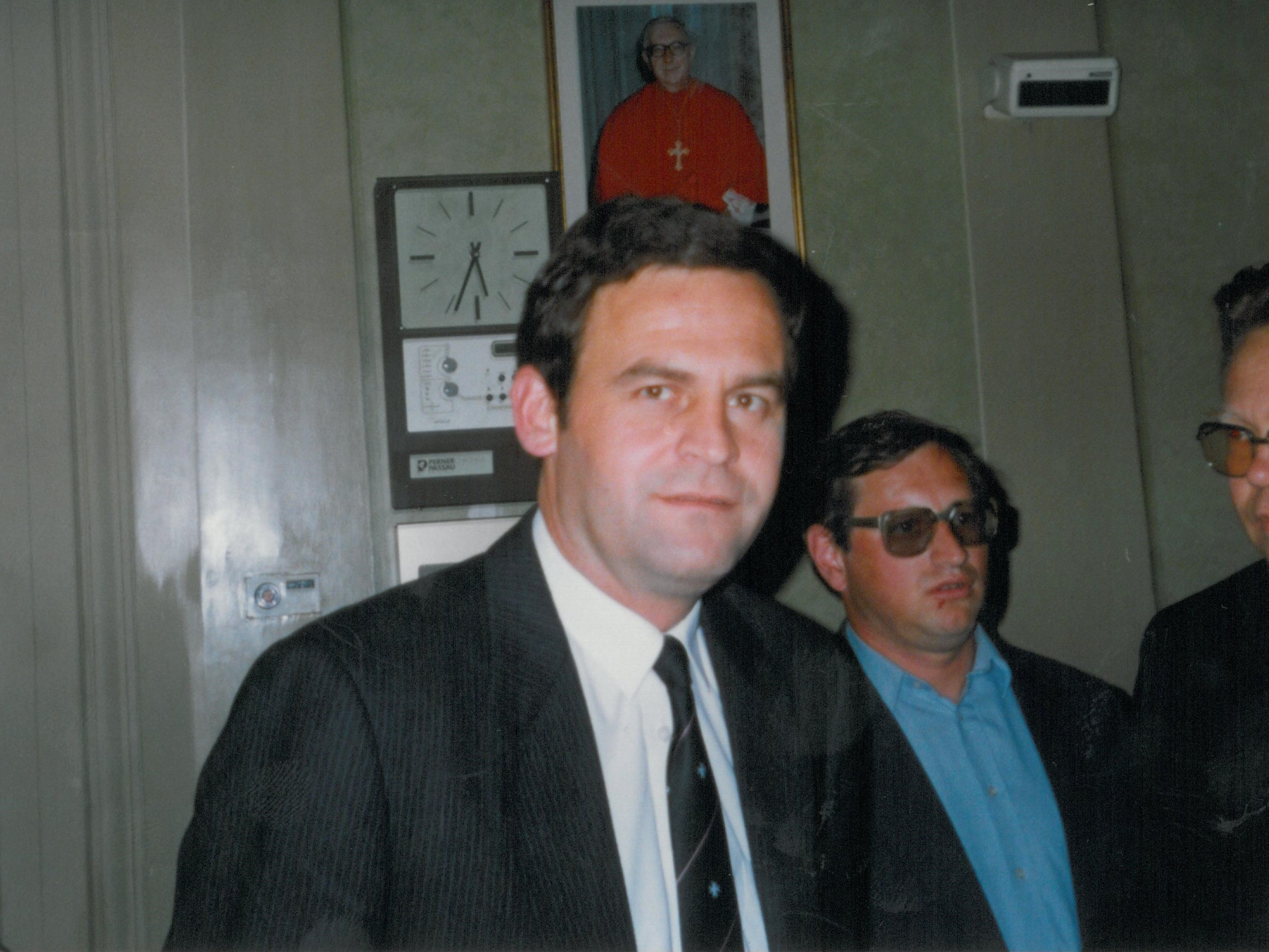
Dominee László Tőkés

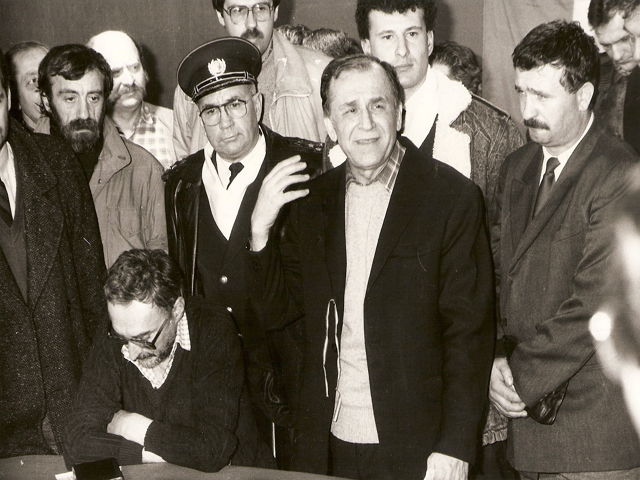
Ion Iliescu op televisie tijdens de revolutie in 1989

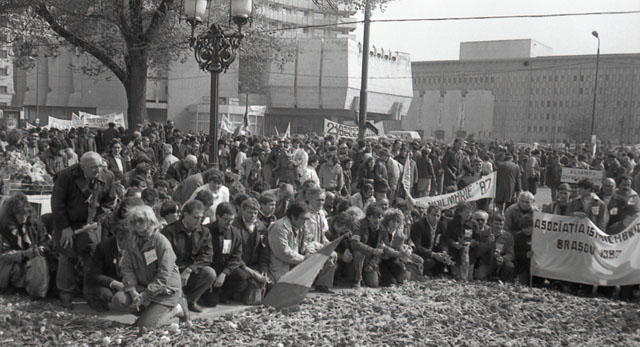
Demonstratie op het Universiteitsplein in Boekarest (1990)

De Roemeense Revolutie was een omwenteling in 1989 die een eind maakte aan 44 jaar communistische heerschappij in Roemenië.

## Situatie na de Tweede Wereldoorlog
Het verhaal begint in Roemenië, net zoals in ieder ander Oost-Europees land, in de Tweede Wereldoorlog. Nazi-Duitsland werd verslagen door de geallieerde landen als de Sovjet-Unie, de Verenigde Staten, het Verenigd Koninkrijk en Frankrijk. Al tijdens de oorlog maakten de leiders van deze landen afspraken over hoe de wereld er na 1945 uit zou gaan zien. Na het verslaan van Duitsland zorgde onderling wantrouwen voor het ontstaan van de Koude Oorlog. Er ontstond een bipolaire wereld en Roemenië werd een satellietstaat van de Sovjet-Unie. Toch was deze dictatuur – waar de Communistische Partij de enige partij in het parlement was – niet nieuw voor de Roemenen. Roemenië werd namelijk al vanaf de Tweede Wereldoorlog (1941) geleid door een dictator: Ion Antonescu, en daarvoor door een koninklijke autocratie. Daarmee leefden de Roemenen feitelijk van 1930 tot 1989, het jaar waarin alles anders werd, in een dictatuur. 

### Volksrepubliek
De Roemenen hebben niet één dictator gekend, maar meerdere. Nadat Antonescu in 1944 door Sovjettroepen was geëxecuteerd, kwam dankzij de (door het Rode Leger vervalste) verkiezingen de communist Gheorghe Gheorghiu-Dej aan de macht. Hij veranderde Roemenië prompt in de Volksrepubliek Roemenië. Roemenië maakte onder zijn beleid voor de eerste keer kennis met de propagandamachine van de Sovjets. Een voorbeeld daarvan waren de SovRoms, Sovjet-Roemeense bedrijven die formeel werkten op basis van onderlinge gelijkwaardigheid, maar in praktijk zorgde voor een stroom van onderbetaalde Roemeense goederen en grondstoffen richting Sovjet-Unie. Dit kwam bovenop de 300 miljoen dollar aan herstelbetalingen die Roemenië aan de Sovjets moest betalen. De Roemenen werden met andere woorden uitgebuit. Tussen 1948 en 1964 verloren minstens 200.000 mensen het leven door het Sovjetregime.

### Socialistische Republiek
Toen Gheorghiu-Dej in 1965 overleed, leek een ommekeer op handen, tot een zekere Nicolae Ceaușescu eerste secretaris van de Communistische Partij werd. Zijn eerste beleidsdaad was een aanpassing van de grondwet die de naam van het land wijzigde in Socialistische Republiek Roemenië. Twee jaar later, in 1967, werd Ceaușescu benoemd tot staatshoofd. Onder zijn dictatuur streefde Roemenië naar een onafhankelijkere koers binnen het Sovjetblok. In de jaren die volgden, werd de propagandamachine groter en werd Ceaușescu verheerlijkt. Zo leek het of iedere Roemeen tevreden was met Ceaușescu en zijn beleid. In december 1989 bleek dat hij te ver was gegaan.

## 1989: de val van het communisme

### Achtergronden
In propaganda werd Ceaușescu de 'eik van de Karpaten', 'Denkende Donau' en 'Geniale bouwer van het communisme' genoemd. Deze titels kreeg hij nadat hij in 1968 openlijk protesteerde tegen de inval van het Warschaupact in Tsjecho-Slowakije die een einde maakte aan de Praagse Lente. Door deze beslissing verwierf Ceaușescu grote populariteit in Roemenië. Ceaușescu leek zich af te zetten tegen de Sovjet-Unie. De weinige vrijheid die hij had gekregen van Leonid Brezjnev (de opvolger van Nikita Chroesjtsjov), gebruikte hij om zich 'onafhankelijker' op te stellen. De Sovjet-Unie van haar kant vond Ceaușescu niet meer dan een lastige blaaskaak en tolereerde zijn houding omdat ze wisten dat Ceaușescu zich nooit volledig tegen hen zou keren. Ook kon hij de Communistische Partij in Roemenië niet verzwakken, daar hij anders zijn macht zou verliezen. De westerse landen anderzijds begonnen Ceaușescu sympathiek te vinden en dachten een bondgenoot te vinden in de strijd tegen de Sovjet-Unie. Niets was minder waar. Ceaușescu publiceerde in juli 1971 zijn 'julithesen' waarin hij eiste om van Roemenië weer een orthodox-communistisch land te maken. Ceaușescu lanceerde deze julithesen na staatsbezoeken in China en Noord-Korea.
In 1989 was deze politieke situatie volkomen gewijzigd. Gorbatsjov schafte de Brezjnevdoctrine in 1988 af en verklaarde dat de Sovjetsatellieten hun eigen koers konden varen. Effectief haalde hij hiermee een pijler onder de macht van de verschillende communistische regimes aldaar onderuit. In verscheidene communistische landen begonnen de regimes in 1989 te wankelen, en in november 1989 viel de Berlijnse Muur. Roemenië leek immuun voor de ontwikkelingen, maar door het einde van de Koude Oorlog bleek geen van beide blokken er nog belang in te hebben Ceaușescu's regime te steunen. Met een latente ontevredenheid onder de bevolking, een revolutiegolf in omringende landen, en niet langer beschikkend over de steun van een grote mogendheid, was Ceaușescu's positie uitermate wankel geworden zonder dat hij dit zelf in de gaten had. Hij bleef ondanks de ontwikkelingen in omliggende landen vasthouden aan de harde lijn.
De persoonscultus die rondom hem hing en het feit dat iedereen hem vereerde, leidde tot het nemen van enkele megalomane en uiterst vreemde beslissingen. Ten eerste riep hij in 1974 de functie van President van de Republiek in het leven. Hij liet zich kronen zoals Napoleon dat bijna 200 jaar voor hem had gedaan, getooid met een scepter en een sjerp. Vervolgens liet hij in het midden van de hoofdstad Boekarest duizenden huisjes afbreken om er zijn gigantisch paleis op te trekken, dat hij cynisch het Huis van het Volk noemde. Het paleis moest het Versailles overtreffen.
Roemenië bestond in 1989 vooral uit een boerenbevolking. Om hen tevreden te houden, stelde Ceaușescu een plan op om landbouwgrond te winnen. Dit plan hield in dat het verschil tussen platteland en stad moest verdwijnen. Hiervoor zou Ceaușescu duizenden dorpen slopen en de boeren onderbrengen in ‘agro-industriële centra’: grauwe flats zonder sanitair. Daarbij zette Ceaușescu alles op alles om de staatsschuld af te lossen, die overigens mede door diens eigen beleid hoog was opgelopen. Dit lukte in de zomer van 1989 en was een grote triomf voor Ceaușescu, maar ging ten koste van het welzijn van de Roemeense bevolking.
De Roemeense bevolking was niet gelukkig met het beleid van Ceaușescu, maar ze bleven hem steunen uit angst voor de Securitate, de Roemeense geheime staatspolitie. Tot december 1989 leefde de woede op Ceaușescu ondergronds. Ten gevolge van Decreet 770 was in 1967 en 1968 een grote geboortegolf ontstaan. Dit had in 1989 een zogenaamde jeugdbult veroorzaakt in de Roemeense demografie; een relatief groot cohort aan jongvolwassenen. Jongeren zijn over het algemeen gevoeliger voor nieuwe denkbeelden en gaan sneller over tot bekritiseren van de oudere generatie die de macht in handen heeft. Het zou deze, door Ceaușescu zelf gecreëerde generatie zijn, die het voortouw zou nemen in de revolutie die hem ten val zou brengen.
Ceaușescu zelf was door het feit dat hij het contact met de werkelijkheid was kwijtgeraakt, volledig blind voor deze ontwikkelingen.

### Aanleiding
De Roemeense opstand begon vrij onschuldig, toen de Securitate op 15 december 1989 een dominee, die Ceaușescu's beleid had bekritiseerd, wilde arresteren en overbrengen van Timișoara naar een afgelegen dorp. Deze dominee László Tőkés was lid de Democratische Unie van Hongaren in Roemenië en aanhanger van de Hongaarse Gereformeerde Kerk. Deze groeperingen waren door de communisten verboden in Roemenië. Zijn houding maakte hem populair bij zijn parochianen. Die parochianen namen Tőkés in bescherming en het kwam tot een gevecht met de Securitate. De schermutseling groeide uit tot een conflict waarin alle bevolkingsgroepen van Timișoara deelnamen. Allen bestormden ze de agenten van de Securitate die machteloos stonden door het numerieke overwicht. Het leger werd ingeschakeld en meer agenten van de Securitate werden opgeroepen. Samen probeerden zij met geweld de opstand neer te slaan. Alle woede tegen de communisten die de Roemeense bevolking in Timișoara had opgekropt, kwam in één keer tot uitbarsting. Uiteindelijk kon er met het leger een einde gemaakt worden aan de opstand, maar het was te laat. De opstand in Timișoara had groeperingen in andere Roemeense steden wakker geschud. Een voor een kwamen zij in opstand tegen de communisten.

### De revolutie groeit
Ceaușescu, die zich niet bewust van de impact van de opstand in Timișoara, vertrok op 17 december op staatsbezoek naar Iran, een bezoek dat al langer gepland was. Zijn vrouw Elena Ceaușescu bleef in Roemenië. Deze reis was een kans voor Ion Iliescu, een van de leiders van de opstand tegen Ceaușescu. Iliescu was weliswaar onder het regime van Ceaușescu lid geweest van de Communistische Partij en had zich altijd al geprofileerd als een communistisch politicus, maar na het vertrek van Ceaușescu richtte hij de Nationale Raad voor de Redding van Roemenië (FSN) op. Ondertussen ging in de steden rond Boekarest de situatie van kwaad tot erger. De opstanden bleven zich uitbreiden, maar werden neergeslagen. Daar kwam een einde aan toen het leger de kant van het volk koos en zich dus tegen Ceaușescu richtte. Vanaf dat moment hadden de opstandelingen vrij spel.
Ceaușescu keerde op 19 december terug naar zijn land, om op 20 december het volk via de televisie toe te spreken. In zijn toespraak gaf hij de westerse 'imperialisten' de schuld voor de wantoestanden in zijn land. Ondertussen bleven de opstandelingen aan macht winnen. Daar was een dag later, op 21 december, toen Ceaușescu op het balkon van het gebouw van het Centraal Comité in Boekarest het volk toesprak, aanvankelijk niets van te merken. Dit was geen toespraak om het volk tot bedaren te brengen. De toespraak die hij hield, was een routinetoespraak, die zijn persoonsverheerlijking hoog moest houden. Duizenden Roemenen kwamen zoals altijd braaf naar het plein om daar naar hun leider te luisteren. Na afloop van een zo'n toespraak was het de gewoonte om minutenlang voor de leider te applaudisseren, maar deze keer kon Ceaușescu zijn toespraak niet afmaken. De stemming sloeg om toen de toehoorders begonnen te roepen en te joelen. Ceaușescu begreep niet wat er gebeurde. Hij stond verbijsterd op het balkon, terwijl zijn veiligheidsmensen hem maanden om terug naar binnen te gaan. Vol ongeloof stond hij daar te kijken naar de woeste menigte. Het leger, dat zich aan de kant van de demonstranten had geplaatst, deed niets. Ceaușescu had enkel de Securitate om zich te beschermen. Zonder het zelf te beseffen, kwam hij helemaal alleen te staan. De Securitate kon de boel niet meer keren.

### Het einde van Ceaușescu
De volgende dag bestormden duizenden demonstranten het hoofdkantoor van het Centraal Comité. De Securitate gaf het gevecht niet op, maar besliste om Ceaușescu en zijn vrouw per helikopter te laten vluchten. Toen het leger het Roemeense luchtruim afsloot en alle luchtvaartuigen gebood te landen, landde de helikopter en vorderden de lijfwachten een auto en later een tweede. Zowel de bestuurder van de helikopter als die van de beide auto's werden onder schot gehouden en Ceaușescu zelf drukte op de voet van de bestuurder om hem te dwingen sneller te rijden. Via de radio vernam Ceaușescu het nieuws dat er een nieuwe regering gevormd was waarop hij woedend en wanhopig reageerde.
Uiteindelijk wist de bestuurder van de tweede auto Ceaușescu in de buurt van Târgoviște met een list te verschalken: hij bood aan hem in een fabriek te laten overnachten waar hij had gewerkt. In plaats daarvan liet hij het fabriekspersoneel de groep opsluiten en waarschuwde hij de politie die op zijn beurt het leger alarmeerde. Toen ze aankwamen in Târgoviște werden ze opgesloten in een legerkazerne. Opgesloten, want het volk wist dat de Ceaușescu's ergens in de buurt van Târgoviște zaten. Ceaușescu zou op dat moment nog niet door hebben gehad wat er gebeurde. Vanuit de kazerne kon hij door het enige raam dat de kamer had enkele demonstranten horen die zijn naam scandeerden. Ceaușescu wilde ironisch genoeg naar hen roepen dat ze niet moesten vrezen dat hij gevlucht was en dat hij zou terugkeren. Dit kon nog net verhinderd worden door een van de soldaten die hem bewaakten.
Later op de dag werden de Ceaușescu's gearresteerd. Enkele dagen later, op 25 december 1989, werden Nicolae en Elena Ceaușescu in een summier proces dat geen twee uur duurde, ter dood veroordeeld. Ceaușescu had zijn tegenwoordigheid van geest hervonden en betwistte de legitimiteit van de rechtbank. Het hielp niet: diezelfde dag werden ze tegen een muur geplaatst en door een vuurpeloton terechtgesteld. De Ceaușescu's hadden erop gestaan gezamenlijk te worden geëxecuteerd en Nicolae Ceaușescu zong de Internationale tot hem het zwijgen werd opgelegd. Van de executie zijn beelden die de hele wereld zijn rondgegaan en een grote schok teweegbrachten. Niemand had deze veranderingen zo snel verwacht, ook de overgebleven troepen van de Securitate niet. Hoewel zij de Ceaușescus hadden laten vluchten, bleven zij vechten tegen de opstandelingen, zelfs tot na de dood van Ceaușescu en Elena. Uiteindelijk eisten de vijandigheden minstens 1.100 mensen het leven, van wie de meesten omkwamen ná de val van het regime, in vaak onopgehelderde omstandigheden. Later bleek dat de op televisie getoonde executie in scène was gezet en dat de echte executie iets eerder had plaatsgevonden. Ion Iliescu was in zijn opzet geslaagd, nog jarenlang zou de nomenklatoera vele ontwikkelingen in Roemenië tegenhouden.
Wat er precies gebeurd is in de dagen tussen de vlucht van Ceaușescu en het einde van 1989, is anno 2020 nog onduidelijk. Waarschijnlijk hebben de Securitatesoldaten meer mensen om het leven gebracht in hun laatste inspanningen om het communisme aan de macht te houden.

## Na de dood van Ceaușescu

### Politieke en economische situatie
Na de dood van Ceaușescu nam het FSN resoluut de macht over. Het FSN stond onder leiding van Ion Iliescu. De andere leden kunnen opgedeeld worden in twee categorieën: de personen die resoluut tegen het communisme zijn en de personen die de kant van het FSN hebben gekozen om zeker te zijn dat ze de revolutie zouden overleven. Deze laatste groep zijn vooral ex-communisten. Dit maakte dat het FSN gedomineerd werd door samenzweerders. Toen de echte tegenstanders van het communisme uit het FSN stapten (omdat er geen snelle politieke en economische hervormingen kwamen), bestond het FSN nog enkel en alleen uit ex-communisten. Dit is ook de reden waarom de meeste Roemenen de revolutie van 21 en 22 december 1989 niet als een revolutie beschouwen. Zij hebben het liever over 'de gebeurtenissen van december'.
Veel Roemenen namen enkel en alleen deel aan de revolutie omdat ze meer voedsel en geld wilden. Zij realiseerden zich dan ook niet dat door hun 'revolutie' het communisme in Roemenië werd afgeschaft. Dat gegeven en het feit dat het FSN vooral uit communisten bestond, zorgde ervoor dat Roemenië in de eerste maanden na de revolutie volledig aan de grond zat, waardoor er veel sociale onrust ontstond. Op economisch vlak stortte Roemenië volledig in elkaar en ook de politiek stelde niet veel meer voor. Dit kwam doordat de personen die zich uit het FSN hadden teruggetrokken, zich hadden verenigd in democratische partijen. Die democratische partijen verweten het FSN alle macht naar zich toe te trekken. Het FSN op haar beurt sloot de democratische partijen uit van deelname aan de voorlopige regering. De democraten pikten dit niet en met een reeks protestacties in Boekarest werd het FSN gedwongen hen toch een plaats te geven in de regering. Een van de eerste besluiten van de nieuwe regering was dat op 20 mei 1990 de eerste volledig vrije democratische verkiezingen sinds 1937 gehouden zouden worden.

### Sociale situatie
Ondertussen begon in de rest van Roemenië de situatie uit de hand te lopen. Etnische groepen, die door Ceaușescu en de Securitate onderdrukt waren, begonnen in opstand te komen tegen etnische Roemenen. Ze begonnen zich te wreken voor de jarenlange onderdrukking. Een voorbeeld van een dergelijke opstand is Târgu Mureș. In dit stadje, waar de helft van de inwoners etnisch Roemeen is en de andere helft etnisch Hongaars, vonden in maart 1990 ernstige ongeregeldheden plaats. Drie Hongaren en twee Roemenen werden vermoord, 278 andere personen raakten gewond.
Ook in de hoofdstad keerde de rust niet terug. Duizenden mensen bezetten vanaf 25 april 1990 het Universiteitsplein met de eis dat iedere communist zich zou terugtrekken uit de verkiezingen. Hun eis werd echter niet ingewilligd en het FSN won met gemak de verkiezingen. Ion Iliescu werd de eerste president van het democratische Roemenië. De reden waarom het FSN, met andere woorden de communisten, de verkiezingen wonnen hoeft niet ver gezocht te worden: sinds de omwenteling in december 1989 was er in Roemenië geen voedsel, water, gas en elektriciteit meer. Dat zorgde ervoor dat de bevolking, die maar weinig besef had van politiek, terug wilde keren naar de tijd van de communisten omdat er toen nog wel voedsel en elektriciteit was. Zij hoopten op een socialisme met een menselijk gezicht. De campagnes voor het kapitalisme en tegen het communisme kwamen bij hen dan ook over als dreigend en vreemd.

### Iliescu
Iliescu had de macht volledig in handen. De overwinning van het FSN was namelijk zo groot dat Iliescu niet hoefde samen te werken met de democratische partijen. Deze gingen hier niet mee akkoord en bezetten opnieuw het Universiteitsplein. Iliescu stuurde de politie op hen af. Het kwam tot zware gevechten en net als een jaar eerder dreigden de communistische gezagshandhavers het gevecht te verliezen. Iliescu riep hierom iedereen op om 'de democratie te redden van deze fascistische krachten’. Hij deed deze oproep vooral aan de mijnwerkers uit het dal van de rivier de Jiu. De mijnwerkers bestormden massaal het Universiteitsplein en de democraten moesten vluchten. Uiteindelijk vielen in deze gevechten zes doden en honderden gewonden.
In de tweede helft van 1991 zou Iliescu proberen de gemoederen te bedaren, maar de sociale rust keerde niet terug. Niettemin keurde de Roemeense bevolking  op 8 december 1991 in een referendum de (democratische) grondwet goed. De onenigheden tussen Roemenen en Hongaren bleven echter bestaan. Hierdoor staken allerlei nationalistische stromingen de kop op.
Ook op het hoogste politieke niveau zou de rust niet terugkeren. Onenigheden tussen president Iliescu en eerste minister Petre Roman zorgden voor een splitsing binnen de FSN. Iliescu werd bij de verkiezingen van 1996 verslagen, maar vier jaar later keerde hij terug na een klinkende overwinning. Onder zijn bewind trad Roemenië in 2002 toe tot de NAVO en in 2007 tot de Europese Unie.
Roemenië is anno 2011 een van de armste landen in de Europese Unie. Er zijn mensen die terugverlangen naar de communistische staat. Uit onderzoek bleek dat 63 procent van de Roemenen het leven beter vond onder het communisme en maar 23% vond dat het leven na de revolutie beter was geworden.

## Slachtoffers
Roemenië is het enige Oostblokland waar de afschaffing van het communisme met geweld verlopen is. Ruim 1100 mensen zouden zijn gedood in december 1989, er doen verschillende getallen de ronde. Voor 22 december waren er al 162 mensen vermoord: 73 in Timișoara, 48 in Boekarest en 41 elders in Roemenië. Zeker 3300 mensen waren gewond geraakt. Sommige van de eerste slachtoffers werden naar Boekarest gestuurd en daar gecremeerd. Het leger telde 260 doden en 545 gewonden, de Securitate 65 doden en 73 gewonden.